# Љубинко Митровић
Љубинко Митровић (Олово, 23. август 1958) српски је универзитетски професор и доктор правних наука. Био је омбудсман за људска права Босне и Херцеговине од 2016-2022. године. У периоду од 2014-2015. године био је декан Факултета правних наука Паневропског универзитета Апеирон, а тренутно је редовни професор и декан по други пут на овом Универзитету. Радио је дуги низ година у Министарству унутрашњих послова Републике Српске, односно Министарству унутрашњих послова СРБиХ.

## Биографија
Правни факултет Универзитета у Бањој Луци завршио је 1981. године, а на постдипломском студију државноправног смјера на истом факултету стекао је звање магистра 1998. Јуна 2005. године у Београду одбранио је докторску дисертацију на тему „Улога уставног суда у заштити и контроли уставности”. На Правном факултету Универзитета у Нишу одбранио је другу докторску дисертацију на тему „Систем казнених санкција у Републици Српској”.
Члан је Предсједништва Српског удружења за кривичноправну теорију и праксу и члан Предсједништва Удружења правника Републике Српске. Добитник је Повеље Српског удружења. Запослен је од 1. октобра 2010. године на Факултету правних наука Паневропског универзитета Апеирон у Бањој Луци на пословима продекана за наставу односно декана. Редовни је професор на предметима Филозофија и теорија права, Кривично право, Прекршајно право и Малољетничко казнено право.
Од новембра 2015. до септембра 2022. био је омбудсман за људска права Босне и Херцеговине. Члан је и испитивач у Комисији за полагање правосудних испита Републике Српске. Члан је и испитивач у Комисији за полагање стручног испита у Републици Српској. Живи и ради у Бањој Луци.

## Радови
Проф. др Љубинко Митровић до сада је самостално или у коауторству објавио 31 књигу, те више од 270 научних и стручних радова, а неке од њих су:
- Коментар Закона о прекршајима Републике Српске, Бања Лука, 2006.
- Прекршајно право, Бања Лука, 2007, 2009, 2010, 2011.
- Полицијско право - право унутрашњих послова, Бања Лука, 2008.
- Управно процесно право, Бања Лука, 2012.
- Систем безбједности у БиХ - правни аспекти и отуђено стање, Бања Лука, 2012.
- Систем казнених санкција у Републици Српској, Бања Лука, 2012.
- Малољетничко кривично право, Источно Сарајево, 2013.
- Кривично право општи дио, Бања Лука, 2017.
- Кривично право посебни дио, Бања Лука, 2017.
- Коментар Кривичног законика Републике Српске, Бања Лука, 2018.
- Управно процесно право, Сарајево, 2022.
- Коментар Закона о прекршајима Републике Српске, Бања Лука, 2024.

Учествовао је на преко 500 конференција, научних скупова и савјетовања.